# Draft 1991 de la NFL
1990 1992
La draft 1991 de la NFL est la procédure par laquelle les équipes de la National Football League (NFL) sélectionnent les joueurs de football américain universitaire. Elle a lieu du 26 au 27 avril 1992 au Marriott Marquis à New York,. Ce jour-là, Raghib "Rocket" Ismail (en) des Fighting Irish l'Université Notre-Dame, prévu comme choix no 1, signe avec les Argonauts de Toronto de la Canadian Football League (LCF). Aucune équipe n’a choisi de réclamer des joueurs dans le projet supplémentaire cette année-là.
Les six premières sélections sont des joueurs défensifs. Aucune draft n'avait débuté avec plus de trois sélections défensives consécutives.

## Draft
La Draft se compose de 12 tours, qui permettent 28 choix chacun (soit un par équipe en principe).
L'ordre des franchises est normalement décidé pour chaque tour par leurs résultats au cours de la saison précédente : plus une équipe réussit sa saison, plus son choix de draft sera tardif, et inversement. Par exemple, les Patriots de la Nouvelle-Angleterre, avec le pire bilan de la saison 1990 avec 1 victoires contre 15 défaites, obtiennent le premier choix de draft et le premier choix de chaque tour. À l'inverse les Giants de New York, vainqueurs du Super Bowl XXV et donc champions en titre, obtiennent le dernier choix de chaque tour.
Les choix de draft peuvent aussi être échangés entre les équipes, contre d'autres choix de draft ou même des joueurs, ce qui explique que certaines franchises aient plusieurs choix ou même aucun durant un tour.
Les franchises peuvent enfin recevoir des choix de compensations en fin de tour, qui permettent à des équipes ayant perdu plus de joueurs qu'ils ne pouvaient en acquérir à l'inter-saison d'effectuer une sélection supplémentaire.

Légende :
- ° : Intronisé au Pro Football Hall of Fame
- † : Joueur sélectionné pour le Pro Bowl

### 1ertour
Les joueurs sélectionnés au premier tour :
| Choix | Équipe                             | Joueur                 | Postes           | Université                    | Notes                                    |
| ----- | ---------------------------------- | ---------------------- | ---------------- | ----------------------------- | ---------------------------------------- |
| 1     | Cowboys de Dallas                  | Russell Maryland †     | Defensive tackle | Hurricanes de Miami           | Patriots → Cowboys,                      |
| 2     | Browns de Cleveland                | Eric Turner (en) †     | Safety           | Bruins d'UCLA                 | ,                                        |
| 3     | Falcons d'Atlanta                  | Bruce Pickens (en)     | Cornerback       | Cornhuskers du Nebraska       |                                          |
| 4     | Broncos de Denver                  | Mike Croel (en)        | Linebacker       | Cornhuskers du Nebraska       | ,                                        |
| 5     | Rams de Los Angeles                | Todd Lyght (en) †      | Cornerback       | Fighting Irish de Notre-Dame  | [ Note 4 ]                               |
| 6     | Cardinals de Phoenix               | Eric Swann (en) †      | Defensive tackle | Eagles de Wake Tech           |                                          |
| 7     | Buccaneers de Tampa Bay            | Charles McRae (en)     | Offensive tackle | Volunteers du Tennessee       |                                          |
|       | Jets de New York                   |                        |                  |                               |                                          |
| 8     | Eagles de Philadelphie             | Antone Davis (en)      | Offensive tackle | Volunteers du Tennessee       | Packers → Eagles,                        |
| 9     | Chargers de San Diego              | Stanley Richard (en)   | Safety           | Longhorns du Texas            |                                          |
| 10    | Lions de Détroit                   | Herman Moore (en) †    | Wide Receiver    | Cavaliers de la Virginie      | ,                                        |
| 11    | Patriots de la Nouvelle-Angleterre | Pat Harlow (en)        | Offensive tackle | Trojans d'USC                 | Vikings → Cowboys, → Patriots            |
| 12    | Cowboys de Dallas                  | Alvin Harper           | Wide Receiver    | Volunteers du Tennessee       | [ Note 6 ]                               |
| 13    | Falcons d'Atlanta                  | Mike Pritchard (en)    | Wide Receiver    | Buffaloes du Colorado         | Colts → Falcons,                         |
| 14    | Patriots de la Nouvelle-Angleterre | Leonard Russell (en)   | Running Back     | Sun Devils d'Arizona State    | Saints → Cowboys, → Patriots,            |
| 15    | Steelers de Pittsburgh             | Huey Richardson (en)   | Defensive End    | Gators de la Floride          |                                          |
| 16    | Seahawks de Seattle                | Dan McGwire (en)       | Quarterback      | Aztecs de San Diego State     |                                          |
| 17    | Redskins de Washington             | Bobby Wilson (en)      | Defensive tackle | Spartans de Michigan State    | Oilers → Patriots, → Cowboys → Redskins, |
| 18    | Bengals de Cincinnati              | Alfred Williams (en) † | Linebacker       | Buffaloes du Colorado         | ,                                        |
| 19    | Packers de Green Bay               | Vinnie Clark (en)      | Cornerback       | Buckeyes d'Ohio State         | Eagles → Packers                         |
| 20    | Cowboys de Dallas                  | Kelvin Pritchett (en)  | Defensive tackle | Rebels d'Ole Miss             | Redskins → Cowboys                       |
| 21    | Chiefs de Kansas City              | Harvey Williams (en)   | Running Back     | Tigers de LSU                 |                                          |
| 22    | Bears de Chicago                   | Stan Thomas (en)       | Offensive tackle | Longhorns du Texas            |                                          |
| 23    | Dolphins de Miami                  | Randal Hill (en)       | Wide Receiver    | Hurricanes de Miami           |                                          |
| 24    | Raiders de Los Angeles             | Todd Marinovich (en)   | Quarterback      | Trojans d'USC                 |                                          |
| 25    | 49ers de San Francisco             | Ted Washington †       | Defensive tackle | Cardinals de Louisville       | ,                                        |
| 26    | Bills de Buffalo                   | Henry Jones (en) †     | Safety           | Fighting Illini de l'Illinois | ,                                        |
| 27    | Giants de New York                 | Jarrod Bunch (en)      | Fullback         | Wolverines du Michigan        |                                          |

#### Échanges1ertour
1. ↑    1. 1 Dallas échange le cornerback Ron Francis (en), le linebacker David Howard (en), le linebacker Eugene Lockhart (en), un choix de premier tour (11e) et un choix de deuxième tour (41e) avec la Nouvelle-Angleterre pour un choix de premier tour (1er).
2. ↑    1. 8 Philadelphie échange ses choix de premier tour de 1991 (19e) et de 1992 (17e) avec Green Bay pour un choix de premier tour (8e).
3. ↑    1. 11 Dallas échange le running back Herschell Walker, des choix de troisième, cinquième et dixième tours de la draft 1990 (54e, 116e et 249e) et un choix de troisième tour de la draft 1991 (en) avec le Minnesota contre le linebacker Jesse Solomon (en), le linebacker David Howard (en), le cornerback Issiac Holt (en), le running back Darrin Nelson (en), le defensive end Alex Stewart (en), un choix de premier tour de 1990 (21e), un choix de deuxième tour de 1990 (47e), un choix de sixième tour de 1990 (158e), un choix de premier tour de 1991 (11e), un choix de deuxième tour de 1991 (38e), un choix de premier tour en 1992 (13e), un choix de deuxième tour en 1992 (40e) et un choix de troisième tour en 1992 (71e).
4. ↑    1. 11 voir #1 Patriots → Cowboys
5. ↑    1. 13 Atlanta échange un choix de premier tour de la draft 1990 (1er), un choix de quatrième tour de 1990 (83e) et un choix conditionnel de 1991 avec Indianapolis pour l'offensive tackle Chris Hinton, le wide receiver Andre Rison, un choix de cinquième tour de 1990 (121e) et un choix de premier tour de 1991 (13e).
6. ↑    1. 14 Dallas échange le quarterback Steve Walsh avec La Nouvelle-Orléans pour un choix de premier tour de 1991 (14e), un choix de troisième tour de 1991 (70e) et un choix de deuxième tour de 1992 (52e).
7. ↑    1. 14 La Nouvelle-Angleterre échange un choix de premier tour (17e) et un choix de quatrième tour (110e) avec Dallas pour un choix de premier tour (14e).
8. ↑    1. 17 La Nouvelle-Angleterre échange ses choix de deuxième et quatrième tours (28e et 101e) avec Houston pour un choix de premier tour (17e).
9. ↑    1. 17 voir #14 Cowboys → Patriots
10. ↑    1. 17 Washington échange ses choix de premier et cinquième tours (20e et 132e) avec Dallas pour un choix de premier tour (17e).
11. ↑    1. 19 voir #8 Packers → Eagles
12. ↑    1. 20 voir #17 Cowboys → Redskins

### Joueurs notables sélectionnés aux tours suivants
| Choix | Équipe                             | Joueur                  | Postes           | Université                           | Notes                          |
| ----- | ---------------------------------- | ----------------------- | ---------------- | ------------------------------------ | ------------------------------ |
| 33    | Falcons d'Atlanta                  | Brett Favre °           | Quarterback      | Golden Eagles de Southern Miss       |                                |
| 45    | 49ers de San Francisco             | Ricky Watters (en) †    | Running back     | Fighting Irish de Notre-Dame         | Bengals → 49ers,               |
| 49    | Bears de Chicago                   | Chris Zorich (en) †     | Defensive tackle | Fighting Irish de Notre-Dame         |                                |
| 59    | Cardinals de Phoenix               | Aeneas Williams °       | Cornerback       | Jaguars de Southern (en)             | ,                              |
| 63    | Jets de New York                   | Mo Lewis †              | Linebacker       | Bulldogs de la Géorgie               | Packers → Jets,                |
| 70    | Cowboys de Dallas                  | Erik Williams †         | Offensive tackle | Marauders de CSU                     | Saints → Cowboys,              |
| 78    | Bears de Chicago                   | Chris Gardocki (en) †   | Punter           | Tigers de Clemson                    | ,                              |
| 83    | Giants de New York                 | Ed McCaffrey †          | Wide receiver    | Cardinal de Stanford                 | [ Note 17 ]                    |
| 90    | Chargers de San Diego              | Yancey Thigpen (en) †   | Wide receiver    | Rams de Winston-Salem State (en)     |                                |
| 98    | Seahawks de Seattle                | John Kasay (en) †       | Kicker           | Bulldogs de la Géorgie               | Saints → Raiders, → Seahawks,  |
| 104   | Eagles de Philadelphie             | William Thomas (en) †   | Linebacker       | Aggies de Texas A&M                  |                                |
| 113   | Dolphins de Miami                  | Bryan Cox (en) †        | Linebacker       | Leathernecks de Western Illinois     | Browns → Dolphins,             |
| 122   | 49ers de San Francisco             | Merton Hanks (en) †     | Safety           | Hawkeyes de l'Iowa                   | Packers → 49ers,               |
| 124   | Patriots de la Nouvelle-Angleterre | Ben Coates †            | Tight end        | Blue Bears de Livingstone            | Cowboys → Raiders, → Patriots, |
| 154   | Saints de La Nouvelle-Orléans      | Fred McAfee (en) †      | Running back     | Choctaws du Mississippi (en)         |                                |
| 155   | Seahawks de Seattle                | Michael Sinclair (en) † | Defensive end    | Greyhounds d'Eastern New Mexico (en) |                                |
| 163   | Vikings du Minnesota               | Todd Scott (en) †       | Safety           | Bulldogs de Southwestern Louisiana   | Raiders → Vikings,             |
| 173   | Cowboys de Dallas                  | Leon Lett (en) †        | Defensive tackle | Hornets d'Emporia State (en)         | Broncos → Cowboys,             |
| 326   | Redskins de Washington             | Keenan McCardell (en) † | Wide receiver    | Rebels d'UNLV                        | [ Note 21 ]                    |
| ND    | Bears de Chicago                   | James Williams †        | Defensive tackle | Wolves de Cheyney (en)               |                                |

#### Échanges tours suivants
1. ↑    1. 45 San Francisco échange ses choix de deuxième (52e) et quatrième tour (109e) avec Cincinnati pour un choix de deuxième tour (45e).
2. ↑    1. 63 Les Jets échangent leur choix de troisième (67e) et cinquième tours (121e) avec les Packers pour un choix de troisième tour (63e).
3. ↑    1. 70 voir #14 Saints → Cowboys
4. ↑    1. 98 Oakland échange ses choix de sixième, huitième, neuvième, dixième et onzième tours de la draft 1990 (158e, 207e, 233e, 260e et 287e) avec La Nouvelle-Orléans pour un choix de quatrième tour en 1991 (98e).
5. ↑    1. 98 Seattle échange son choix de deuxième tour (43e) avec Oakland pour des choix de deuxième et quatrième tours (51e et 98e).
6. ↑    1. 113 Miami échange son choix de septième tour de la draft 1990 (178e) avec Cleveland pour un choix de cinquième tour en 1991(113e).
7. ↑    1. 122 San Francisco échange son choix de troisième tour (81e) avec Green Bay pour des choix de quatrième (95e) et cinquième tours (122e).
8. ↑    1. 124 Oakland envoie le guard John Gesek à Dallas pour un choix de cinquième tour (124e).
9. ↑    1. 124 La Nouvelle-Angleterre échange son choix de quatrième tour (100e) avec Oakland pour un choix de cinquième tour (124e) et un choix de quatrième pour en 1992 (100e).
10. ↑    1. 163 Les Vikings échangent leur choix de sixième tour (146e) avec les Raiders pour des choix de sixième (163e) et septième tours (180e).
11. ↑    1. 173 Dallas envoie le centre Dave Widell (en) à Denver pour un choix de septième tour (173e) et un choix conditionnel de la draft 1992.